# Colletes similis
Espèce
Statut de conservation UICN

 LC  : Préoccupation mineure
Colletes similis est une espèce d'abeilles de la famille des Colletidae. 

## Répartition
Colletes similis est présente en Europe et en Asie. 

## Description
Elle est oligolectique, ne récoltant que le pollen des Asteraceae.

## Systématique
Le nom valide complet (avec auteur) de ce taxon est Colletes similis Schenck (d), 1853.
Colletes similis a pour synonyme :
- Colletes picistigma Thomson, 1872